# プロスペクト・パーク駅 (南東ペンシルベニア交通局)
プロスペクト・パーク駅（Prospect Park）は南東ペンシルベニア交通局（SEPTA）ウィルミントン/ニューアーク線およびアムトラック北東回廊の駅である。アムトラックは停車せず、SEPTAの列車のみ停車する。ペンシルベニア州プロスペクト・パークのリンカーン・アベニュー - メリーランド・アベニューにあり、44台分の駐車場が併設されている。ノーウッド駅のように、プロスペクト・パーク駅は図書館（プロスペクト・パーク・パブリック・ライブラリ）が隣接している。また、ボロー・ホール（町役場）も近くにある。
プロスペクト・パーク駅は元はムーア駅（Moor Station）という名前で、フィラデルフィア・ウィルミントン・アンド・ボルチモア鉄道(Philadelphia, Wilmington and Baltimore Railroad, PW&B)の駅であった。ペンシルベニア州の鉄道駅を取り扱っているウェブサイトPennsylvania Railroad Stations, Past & Presentによれば、ムーアという地権者が駅建設のために権利を寄付したことから、彼の姓が冠せられたのだという。駅名はペンシルバニア鉄道に編入後の1932年4月1日に現在の名前に変更された。
しかし、同ウェブサイトによれば、現在の駅舎はPW&Bが建てたものではなくペンシルバニア鉄道が建てたものである。